# 吉祥天宝
《吉祥天宝》是一部中國大陸的古裝武俠網絡劇，由元德执导，金起范、赵丽颖主演。2013年5月开机，8月杀青。於2016年6月6日在腾讯视频首播。

## 劇情
大明天启年间，朱天宝（金起范饰）是京城建兴王爷的幼子，尽管贪玩经常令老王爷头疼，但依旧备受疼爱，老王爷更是一心想把爵位传给他，这也招致了朱天宝的哥哥朱天祥（朱梓骁饰）的妒忌与不满。朝廷顾命大臣杨涟之女杨若楠（趙麗穎饰）一直喜欢聪明潇洒的朱天宝，可父亲却将她许配给朱天祥。跟随师父杜三娘（廖碧儿饰）从江南前来京城送药的孟小蝶（陳昱霖饰）被朱天宝误认为是青楼女子，被其捉弄甚至强吻，这一幕不小心被若楠看见，若楠只好悲愤离开。天宝去苏州寻找念念不忘的小蝶，却遭朱天祥陷害掉落山崖，被人救起后记忆全失，却阴差阳错被孟小蝶一家收留，在经过一番奇遇之后，天宝更是接续了孟姑娘父亲的法律事业，摇身一变成了为民请命，专破奇案、惨案、冤案、大案的大讼师！随着记忆慢慢的找回来与官司的越打越大，天宝一路从县衙打进了金銮宝殿，最终揭开了为继承爵位不择手段毒死父亲的朱天祥的罪行，......

## 演員
| 演員   | 角色               | 簡介 |
| 金起范 | 朱天寶             | 建兴王爷最疼爱的幼子，贪玩机灵，不喜王室的繁瑣禮節，且具有解开机关诀窍的天赋，被貴族生活耽誤的科學家、發明家，受哥哥朱天祥的陷害被推入山崖导致失去了记忆，在一番奇遇之后，摇身一变为民请命，专破奇案、惨案、冤案、大案的大讼师。與信王朱由檢和欽差大臣趙南星聯合，剷除了魏忠賢及其黨羽，一洗家國仇恨，最終帶著小蝶回到定州定居，並育有三子，推測可能更多。 |
| 趙麗穎 | 楊若楠             | 顾命大臣杨涟之女，活泼淘气，善使长鞭，喜欢朱天宝，却被父亲许配给天宝的哥哥朱天祥，与朱天宝在情感变化经历了各种峰回路转。是个雷厉风行、对感情勇敢追求的富家千金。後投身在三娘門下，成為小蝶之師妹兼情敵，後為朋友。在楊漣遭天祥與魏忠賢誣陷下獄冤死，天寶蒙冤下獄後為了救天寶和父親而承擔一切罪行，在聖旨下上吊自盡。                                       |
| 朱梓驍 | 朱天祥             | 建兴王爷次子，朱天宝的哥哥，从小喜欢青梅竹马的玩伴杨若楠，但是若楠一直偏爱朱天宝，为了换取若楠真心，他要争夺爵位变得更加强大，因而陷害弟弟谋害父亲。最終在天寶說出父親始終沒有說出口的多年秘密後驚痛交加，承認一切罪刑後下獄。在地牢內兄弟二人和好如初。後來為了救天寶慘遭獨眼龍用鐵拳連打數拳，而用盡最後一絲力氣保住了天寶性命，但傷重不治身亡。         |
| 陳昱霖 | 孟小蝶             | 杜三娘的徒弟，与师傅进京送药却被朱天宝误认为是青楼女子并被其强吻，导致朱天宝从此对她念念不忘，失忆后的朱天宝更是被她所收留。在與其相處的過程中漸漸被他的貼心舉動和創意的發明所打動，也愛上了天寶。若楠之情敵後為朋友。歷經種種波折後總算與天寶有情人終成眷屬，婚後與天寶育有三子，推測可能會更多。                                                         |
| 廖碧兒 | 杜三娘             | 药店女掌柜，孟小蝶的师傅，成熟有魅力，为了爱情勇敢追，似乎對孟老哥有意思。 |
| 王喜   | 老孟/孟老哥/孟老爹 | 孟小蝶的父亲，三娘與半仙稱他為孟老哥，晚輩稱他為孟老爹，專職訟師，但是個兩光訟師，每次打官司都沒有一次贏過。在天寶的幫助下成功挫敗了謝不敗。喜歡三娘，張半仙之情敵。 |
| 元華   | 张半仙             | 前任的前任錦衣衛指揮使。代號青龍，原為皇上身邊的貼身侍衛，不聽從魏忠賢的指揮，所以被東廠追殺，逃出京城，到定州。為了掩人耳目，以算命先生安頓。喜歡三娘，孟老哥的情敵。 |
| 王藝搏 | 金剛               | 杜三娘之姪子，個性耿直，喜歡小蝶，空有一身武藝，卻沒有好的腦袋，原先與大寶是情敵，後為生死之交。 |
| 高昊   | 谢不败             | 侯竹姐之夫，專職訟師，如其名不敗，每場官司憑藉三寸不爛之舌將對手說得啞口無言。但十分的怕老婆，最初也有意思娶小蝶，後遭老孟退婚。 |
| 余思潞 | 侯竹姐             | 謝不敗之妻，略通英語，英文名字是hold住，亦即什麼事都能頂住。是小蝶最好的朋友。婚後更是一個河東獅，將謝不敗治的服服貼貼，讓他苦不堪言。 |
| 王海祥 | 侯國興             | ，容貌英俊，名列妓院四大惡人之一，為魏忠賢的義子，現任錦衣衛督指揮使，與建興王爺朱天祥勾結，後反目，被天祥暗算遭到張半仙等人以火槍射擊致重傷，縣衙毒死狗案的過失致死加害者，太子案的主謀者。最後因感念天寶一行人救他性命而悔改，並供出一切有關太子案的證據，最後遭殺手冷月滅口。                                                                           |
| 代長江 | 明熹宗             | 當朝皇帝，但卻無心治國，遺傳萬曆帝的才華喜歡做木工，將政務都扔給魏忠賢(實際上根本毫無實權)，導致眾人對朝廷的不滿而引發東林黨爭。最後彌留之際告知天寶要除去魏忠賢。 |
| 東靖川 | 獨眼龍             | 地方上號稱聞風喪膽的老大，專門以搶劫糧食與金錢為生，但總是很倒楣都遇上錦衣衛或大寶，被打瞎一隻眼，打殘一耳，打斷一手一腿，被大寶一行人救了卻不思感恩，反而利用大寶給他的義肢行兇，用此打死了天祥和眾多士兵與拳館的踢館者。 |
| 宋佳騰 | 鬥雞眼             | 跟在獨眼龍身邊的無腦小弟，但在最後出手保護獨眼龍而死。 |
| 宣言   | 朱由檢             | 信王，皇帝之親弟，有智謀與膽識，遭魏忠賢陷害被皇帝誤會是他害死太子，後解除嫌疑，並在皇帝臨終前受命回京即位，是為崇祯帝，信任大寶與張半仙等人，並聯合其誅殺了魏忠賢。 |
| 闫沛   | 魏忠賢             | 九千歲，秉筆太監，深得皇帝信任(實則權力都掌握在其和太后手上)，為了地位成為了沒有閹割的太監，本劇若楠、楊漣、天寶、張半仙等人之死敵，侯國星之義父後反目，殺手冷月之主子，最後死在張半仙的飛刀下。 |
| 徐冬梅 | 冷月               | 魏忠賢僱用的殺手兼保鑣，冷酷無情，善始能將一人頭顱割斷的奇兵，多次受委託試圖殺害大寶等人但都沒有成功，最後死在金剛的鐵拳與所有大寶帶領的錦衣衛刀下。 |
| 許明虎 | 姜昱               | 在魏忠賢的指示下接替侯國興統領錦衣衛的工作，其武藝與張半仙不相上下，後因為帶回的人頭是信王替身的而遭魏忠賢斬首，其工作在思宗即位後給了大寶。 |

## 音乐原声
| 曲名         | 作词   | 作曲   | 演唱         | 备注   |
| 《千年守候》 | 张婧   | 张婧   | 张婧、汪苏泷 | 片头曲 |
| 《伊人曰》   | 徐良   | 徐良   | 徐良         | 片尾曲 |
| 《站台》     | 马寅生 | 汪苏泷 | 汪苏泷       | 插曲   |
| 《晴》       | 汪苏泷 | 汪苏泷 | 汪苏泷       | 插曲   |